# ایستگاه متروی بهار شیراز
ایستگاه متروی بهار شیراز یکی از ایستگاه‌های خط ۶ متروی تهران است که در تقاطع خیابان شریعتی و بهار شیراز قرار دارد که در ۲۶ اسفند سال ۱۴۰۲ به بهره‌برداری رسید.